# .kid
A .kid egy internetes legfelső szintű tartomány kód, melyet hivatalosan még nem hoztak létre. Az oldalakat gyerekeknek szánják.